# Nakajima Ki-44
Nakajima Ki-44; nazwa popularna Shōki (jap. 鍾馗; bóstwo pochodzenia chińskiego, strzegące przed plagami i złymi mocami) – jednosilnikowy, jednomiejscowy samolot myśliwski lotnictwa japońskiego z okresu drugiej wojny światowej. Oblatany w 1940, a wprowadzony do służby w 1942 roku jako Jednomiejscowy Myśliwiec Typ 2. W nomenklaturze aliantów oznaczony nazwą Tojo od Hidekiego Tōjō, japońskiego generała, dowódcy Cesarskiej Armii Japonii, a od 18 października 1941 do 22 czerwca 1944 roku 40. premiera Japonii.
W odróżnieniu od poprzednika, Ki-43 Hayabusa, nacisk w konstrukcji Tojo położono przede wszystkim na dużą prędkość samolotu i dużą prędkość wznoszenia, przeznaczając go do przechwytywania latających na dużych pułapach amerykańskich bombowców B-29 Superfortress. Był to jeden z niewielu myśliwców zdolnych przechwycić bombowce B-29 na ich pułapie operacyjnym, chociaż ze względu na słabą widoczność z kabiny, dużą prędkość lądowania i słabe uzbrojenie, Ki-44 był maszyną niezbyt lubianą przez pilotów.

## Historia
Projekt samolotu Ki-44 Shoki powstawał w wytwórni Nakajima równolegle z Ki-43 Hayabusa. W tym samym czasie, kiedy konstruowano myśliwiec Ki-43, dowództwo Sił Powietrznych Japonii przekazało wytwórni Nakajima specyfikację opartego na nim myśliwca przechwytującego. Nowy samolot zgodnie z nomenklaturą Kitai oznaczono kolejnym numerem Ki-44. W odróżnieniu od poprzedniego samolotu zdecydowano, że Ki-44 zostanie zbudowany wyłącznie jako myśliwiec przechwytujący zdolny do rozwinięcia dużych prędkości i osiągania wysokiego pułapu w krótkim czasie kosztem zwrotności. Zgodnie ze specyfikacją wymagano prędkości nie mniejszej niż 600 km/h na pułapie 4300 metrów osiąganym w czasie krótszym niż 5 minut. Jako główne uzbrojenie strzeleckie przewidziano po dwa karabiny maszynowe kalibru 7,7 mm i 12,7 mm.
Jako napęd nowego samolotu wybrano czternastocylindrowy silnik własnej produkcji Nakajima Ha-41 w układzie podwójnej gwiazdy. Był przewidziany początkowo dla samolotu bombowego, dlatego też charakteryzował się dość dużą średnicą. Mimo to zespół konstruktorski postanowił zabudować ten silnik w wąskim kadłubie myśliwca. Usterzenie ogonowe wydawało się małe w porównaniu do pokaźnych rozmiarów części dziobowej maszyny, a skrzydła o zbyt małej jak na samolot o tej masie powierzchni powodowały wzrost prędkości lądowania. Dodatkowe motylkowe klapy manewrowe miały za zadanie zwiększenie zwrotności maszyny.
Pierwszy prototyp Ki-44 wzbił się w powietrze w sierpniu 1940 roku. Maszyna była uzbrojona w dwa zsynchronizowane strzelające przez śmigło karabiny maszynowe kalibru 7,7 mm Typ 89 w górnej części kadłuba i dwa karabiny maszynowe kalibru 12,7 mm Typ 1 (Ho-103) w skrzydłach w pobliżu goleni podwozia głównego. Pierwsze testy dały dość zachęcające wyniki pomimo dużego obciążenia skrzydła. Prędkość lądowania była trochę większa niż ta, do jakiej byli przyzwyczajeni piloci japońscy. Duża obudowa silnika ograniczała widoczność do przodu podczas kołowania, ale podczas lotu była ona bardzo dobra.
Niestety osiągi samolotu okazały się zbyt niskie w stosunku do wymagań. Prędkość maksymalna poniżej 550 km/h i duża masa 2550 kg powodowały, że samolot wzbijał się na pułap 5380 metrów aż przez 5 minut i 54 sekundy. Po wprowadzeniu serii poprawek mających na celu zmniejszenie oporów powietrza i poprawienia parametrów maszyna bez uzbrojenia zdolna była osiągnąć prędkość większą tylko o 20 km/h, wciąż poniżej wymagań. Kolejną modyfikacją była zmiana instalacji chłodzenia silnika i usunięcie pięciu otworów wentylacyjnych w jego obudowie, co spowodowało dalsze zmniejszenie oporu powietrza i wzrost prędkości do 622 km/h, ale bez uzbrojenia. Oceniano, że samolot wyposażony w uzbrojenie strzeleckie będzie zdolny rozwinąć prędkość 576 km/h, która zdaniem dowództwa armii była wystarczająca do spełnienia stawianych przed maszyną celów, dlatego wydano zgodę na skierowanie samolotu do produkcji pod oznaczeniem Jednomiejscowy Myśliwiec Armii Typ 2 Model 1 (Ki-44-I).

### Ki-44-I
Zbudowano siedem przedprodukcyjnych maszyn, z których ostatnia została dostarczona we wrześniu 1941 roku. Uzbrojenie było takie samo jak w wersji prototypowej: dwa karabiny 7,7 mm w kadłubie i dwa 12,7 mm w skrzydłach. Zastosowano celownik teleskopowy przechodzący przez przednią szybę kabiny. Osłona kabiny była dwuczęściowa z tylną częścią odsuwaną w tył, a nie jak w prototypie trzyczęściowa otwierana na bok. Maszt anteny przeniesiono z osłony kabiny na prawą część kadłuba, a usterzenie ogonowe zmodyfikowano. Pod skrzydłami możliwe było umocowanie dwóch dodatkowych 130-litrowych zbiorników paliwa.
Do testów w armii przekazano trzy egzemplarze przedprodukcyjne i dwa przebudowane do standardu Ki-44-I prototypy. Samoloty trafiły do eksperymentalnego dywizjonu Kawasemi Butai 15 września 1941 roku, a w maju 1942 rozpoczęto ich testowanie w warunkach bojowych w Chinach. We wrześniu tego samego roku, po pomyślnych testach, zaakceptowano wprowadzenie Ki-44-I do służby.
Samolot był budowany w trzech odmianach Ki-44-Ia, Ib i Ic. Zmiany dotyczyły głównie uzbrojenia strzeleckiego i w mniejszym stopniu pozostałego wyposażenia.
Ki-44-Ia był wyposażony tak jak prototyp w dwa karabiny 7,7 mm i dwa 12,7 mm. Wersję Ib uzbrojono w cztery karabiny maszynowe kalibru 12,7 mm i przeniesiono w niej chłodnicę oleju na spód osłony silnika. Wersja Ic miała takie samo uzbrojenie jak Ib, ale zmodyfikowane podwozie główne.
Pierwszy raz myśliwiec Shoki został dostrzeżony przez aliantów w Chinach. Nazwa kodowa Tojo, odbiegająca od standardowo nadawanych myśliwcom imion męskich, upowszechniła się szybko i już nie została zmieniona.
Łącznie do momentu przestawienia produkcji na wyposażoną w mocniejszy silnik wersję Ki-44-II w październiku 1942 roku wyprodukowano tylko 40 egzemplarzy Ki-44-I wszystkich odmian.

### Ki-44-II
Ki-44-I okazał się najszybszym myśliwcem japońskim tamtych czasów, chociaż nie był w stanie przechwycić również japońskiego samolotu rozpoznawczego Mitsubishi Ki-46. W celu poprawienia jego parametrów niezwłocznie rozpoczęto prace nad szybszą i charakteryzującą się jeszcze większą prędkością wznoszenia wersją Model 2, inaczej Ki-44-II.
Ki-44-II był napędzany silnikiem gwiazdowym Nakajima Ha-109 o mocy 1520 KM i tej samej średnicy co poprzednio używany Ha-41, więc przystosowanie go do zabudowy wymagało tylko minimalnych zmian konstrukcyjnych. Konstrukcja płatowca była identyczna jak w wersji Ki-44-I; wzmocniono jedynie podwozie główne.
Zbudowano pięć maszyn prototypowych i trzy przedprodukcyjne, a od sierpnia 1942 roku rozpoczęto produkcję seryjną Modelu 2 zamiast Ki-44-I.
Jako główny model produkcyjny myśliwca Shoki, Ki-44-II był budowany w trzech odmianach. Ki-44-IIa uzbrojony był w dwa karabiny maszynowe kalibru 7,7 mm zamocowane w kadłubie i dwa kalibru 12,7 mm w skrzydłach, zbudowano jednak relatywnie mało egzemplarzy tej wersji. Najliczniej produkowany był Model 2B, czyli Ki-44-IIb uzbrojony w cztery karabiny maszynowe kalibru 12,7 mm, po dwa w kadłubie i skrzydłach. Trzecią odmianą był Model 2C z czterema działkami Ho-3 kalibru 20 mm, przeznaczony głównie do ochrony Wysp Japońskich przed amerykańskimi bombowcami B-29 Superfortress.
Myśliwce Ki-44-II wprowadzono pierwszy raz do walki w Chinach, Birmie i Malezji. Powierzano im także misje obrony pól naftowych w Palembang na Sumatrze. Później używano ich w wersji Ki-44-IIc do przechwytywania bombowców B-29 nad Wyspami Japońskimi, w walce przeciw którym były nadzwyczaj skuteczne. Zdaniem załóg tych bombowców to właśnie one stanowiły największe zagrożenie dla wypraw bombowych, mimo że w późniejszej fazie wojny jeszcze kilka modeli myśliwców japońskich było zdolnych osiągnąć pułap operacyjny B-29 i je przechwycić.
Niektóre Ki-44-IIc były wyposażone w dwa karabiny maszynowe kalibru 12,7 mm w kadłubie i dwa działka Ho-301 kalibru 40 mm, mające jeszcze skuteczniej zwalczać bombowce B-29, jednak ze względu na małą prędkość wylotową pocisków były one skuteczne tylko z krótkich dystansów. Zamiast Ho-301 stosowano również Ho-203 kalibru 37 mm charakteryzujące się większą prędkością wylotową, ale również nie wprowadzono ich do uzbrojenia na większą skalę.
Do zakończenia produkcji w 1944 roku wyprodukowano 1167 egzemplarzy myśliwca Shoki w wersjach Ki-44-II i III, co nie jest imponującą liczbą w porównaniu z innymi samolotami myśliwskimi budowanymi podczas drugiej wojny światowej. Stało się tak głównie dlatego, że japońscy piloci nie lubili na nich latać ze względu na słabą zwrotność i dużą prędkość lądowania w porównaniu z innymi myśliwcami, na których zwykli latać. Mimo to w momencie rozpoczęcia nalotów na Wyspy Japońskie przez bombowce B-29 Ki-44 były jedynymi myśliwcami zdolnymi je przechwycić. Przeciwko bombowcom bez eskorty myśliwce Shoki były nadzwyczaj skuteczne, natomiast ich mała zwrotność i niemożność wykonania wielu figur, takich jak korkociąg, loty odwrócone czy przeciągnięcie, utrudniała im walkę obronną przeciwko samolotom eskorty. Pancerz ochraniający pilota i samouszczelniające się zbiorniki paliwa były relatywnie ciężkie, ale nie zapewniały wystarczającej ochrony przeciwko alianckim karabinom maszynowym kalibru 0,50 cala. Wiele samolotów Ki-44 Shoki posłużyło również do samobójczych ataków Kamikaze.

### Ki-44-III
Ostatnią wersją produkcyjną myśliwca Shoki był Ki-44-III napędzany 18-cylindrowym silnikiem Nakajima Ha-145 o mocy 2000 KM przy starcie z czterołopatowym śmigłem. Powiększono powierzchnię skrzydeł i statecznika pionowego. Samolot był produkowany w dwóch wersjach Model 3A inaczej Ki-44-IIIa uzbrojony w cztery działka Ho-5, po dwa w kadłubie i skrzydłach, i Model 3B, czyli Ki-44-IIIb z dwoma działkami Ho-5 w kadłubie i dwoma Ho0203 kalibru 37 mm w skrzydłach. Zbudowano niewiele egzemplarzy Ki-44-III, gdyż samolot jako przestarzały został wycofany z produkcji w grudniu 1944 roku i zastąpiony przez Ki-84 Hayate oznaczony w kodzie aliantów jako Frank.